# Acmispon niveus
Acmispon niveus là một loài thực vật có hoa trong họ Đậu. Loài này được (S. Watson) Brouillet mô tả khoa học đầu tiên năm 2008.